# سوق اوفله
سوق اوفله (به عربی: سوق أوفلة) یک شهرداری در الجزایر است که در ناحیه شمینی واقع شده‌است.